# Bellevue Theater (Kopenhagen)

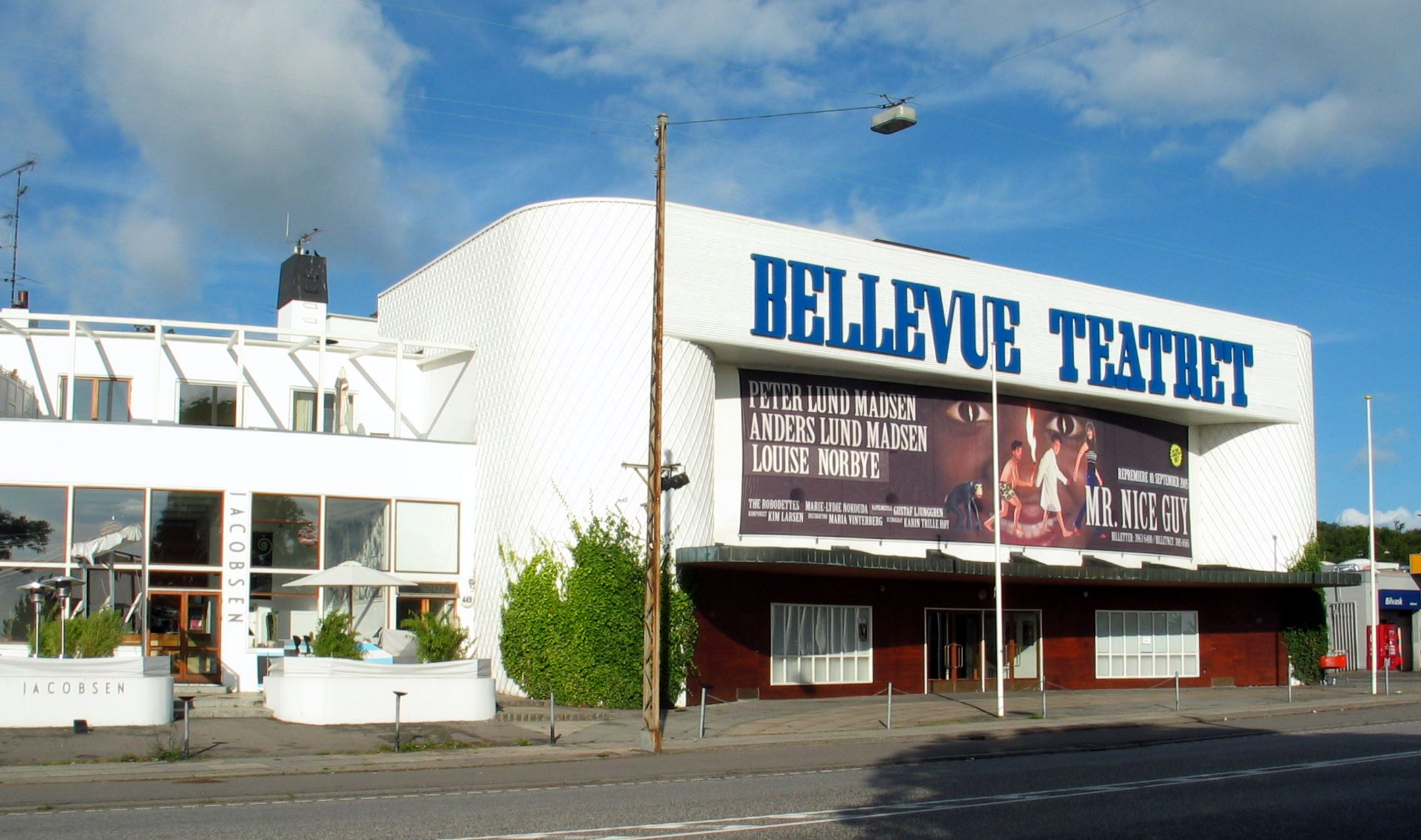
Das Theater mit dem Restaurant „Jacobsen“ an der linken Seite

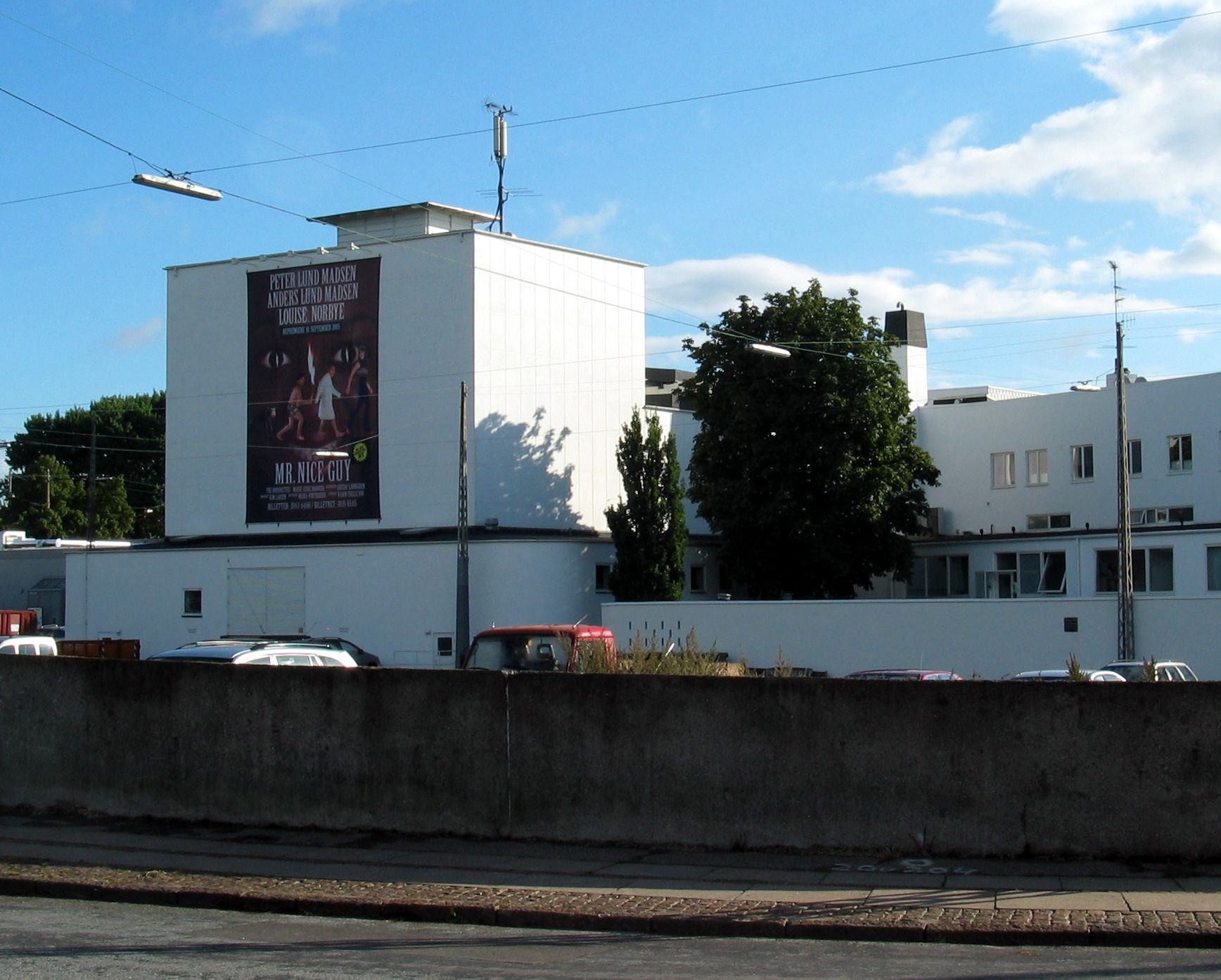
Rückseite des Theaters

Das Bellevue Theater (dänisch: Bellevue Teatret) ist ein Theater in Klampenborg in der Kommune Gentofte, am nördlichen Stadtrand von Kopenhagen. Der dänische Architekt und Designer Arne Jacobsen entwarf und errichtete es in den 1930er Jahren im Stil des Funktionalismus. Die Eröffnung des Theaters, das an der Küste der Øresund-Meerenge liegt, fand 1936 statt.
Anfang der 1930er begann Jacobsen kurz nach der Eröffnung seines Büros im Alter von 32 Jahren mit seinem ersten großen Projekt, der Bellavista-Siedlung am Strand in Klampenborg. Er begann mit einer Reihe zwei- und dreigeschossiger Wohnhäuser, die in zwei L-förmigen Gruppen zwischen 1934 und 1935 an der Küstenstraße errichtet wurden. Nördlich der Wohnsiedlung plante Jacobsen ein Restaurant und den Theaterkomplex des Bellvue-Theaters. Gebaut ab 1935 waren die miteinander verbundenen Bauten 1936 fertiggestellt. Ein Teil des Restaurants wurde einige Jahre später zu Wohnungen umgebaut. Um dem Charakter eines Sommertheaters nachzukommen, konstruierte Jacobsen ein Dach, das mechanisch geöffnet werden konnte, so dass ein Freiluft-Theater entstand. Im Inneren des wurde ein großes Mosaik verbaut. Die Wände des Zuschauerraums waren zum Teil mit Leinwand und Bambus ausgekleidet. Anschließend begann Jacobsen mit dem Bau der Tankstelle Skovshoved, die südlich des Theaters ebenfalls an der Küste liegt.
Drei Jahre nach der Eröffnung stellte das Theater 1939 seinen Betrieb ein und wurde bis 1979 als Kino genutzt. Seit der Übernahme durch Jes Køplin werden sowohl Film- als auch Theatervorstellungen aufgeführt. Das Repertoire des Ensembles wird seit der Wiedereröffnung von Musicals dominiert. Dabei ist seit 2003 das Sommerballett ein fester Bestandteil des Programms. Etwa 125.000 Besucher nutzen das Theater pro Jahr.